# Morrison (Missouri)
Pour les articles homonymes, voir Morrison.
Morrison est une ville du comté de Gasconade, dans le Missouri, aux États-Unis,. Située au nord-ouest du comté, la première implantation serait celle de Robert Shobe vers 1828. La ville est baptisée en référence à Alfred William Morrison (en) qui aurait vécu dans la région. Elle est incorporée en 1899.

## Démographie
Lors du recensement de 2010, la ville comptait une population de 139 habitants. Elle est estimée, en 2016, à 137 habitants.

### Source de la traduction
- (en) Cet article est partiellement ou en totalité issu de l’article de Wikipédia en anglais intitulé « Morrison, Missouri » (voir la liste des auteurs).